# Johan Anton Waldenström (1839–1879)
Johan Anton Waldenström, född 17 september 1839 i Luleå, död 23 november 1879 i Uppsala, var en svensk läkare och professor. Han var bror till Alfred och Paul Petter Waldenström.

## Biografi
Waldenström blev medicine kandidat 1862, medicine licentiat 1867 och medicine doktor 1869 vid Uppsala universitet. Samma år utnämndes han till docent i kirurgi och obstetrik vid Uppsala universitet, samt var stadsläkare i samma stad 1870–1875. Redan 1870 upprättade han i Uppsala en poliklinik, med den Würzburgska till förebild, och uppehöll densamma till 1875, till stort gagn för stadens fattiga sjuka, och var detta den första tillämpning av poliklinisk undervisning i Sverige. Åren 1876–1877 var Waldenström t.f. laborator vid den patologiska institutionen samt uppehöll 1878–1879 den efter professor Olof Glas lediga professuren i praktisk medicin, till vars innehavare han utnämndes den 17 oktober 1879, men avled kort därefter.